# Gymnocephalus baloni
Gymnocephalus baloni é uma espécie de peixe da família Percidae.
Pode ser encontrada nos seguintes países: Austria, Bulgária, República Checa, Alemanha, Hungria, Moldávia, Roménia, Sérvia e Montenegro e Eslováquia.